# I love you (中島愛のアルバム)
『I love you』（アイ・ラブ・ユー）は、中島愛の1枚目のオリジナルアルバム。2010年6月9日にFlying DOGから発売された。

## 概要
初回盤には「Sunshine Girl」と「ジェリーフィッシュの告白」のPVやメイキング映像を収めたDVDと、中島が出演したテレビアニメの挿入歌等を収録した 8cmCD「まめプレ」が同梱されている。
4曲目の「Sunshine Girl」は、早川大地によるこのアルバムのための書き下ろしナンバーである。 
本アルバムは「12ヶ月12通の愛のメッセージ」というテーマから成っており、曲の順番も4月から始まり3月に終わるような、季節感を意識したものになっている。

## 収録曲
1. Shining on
作詞：加藤哉子、作曲：重永亮介、編曲：宮下浩司
2. Raspberry Kiss
作詞：中島愛・加藤哉子、作曲：重永亮介、編曲：TATOO
3. ゆびさきの雨
作詞：松井五郎、作曲・編曲：山川恵津子
4. Sunshine Girl
作詞：Daichi Hayakawa・中島愛、作曲・編曲：Daichi Hayakawa
  - テレビ東京系音楽番組『アニソ〜ンぷらす」6月度エンディングテーマ
5. 空色ラブレター
作詞：加藤哉子、作曲：重永亮介、編曲：宮下浩司
  - 写光レンタル販売「と〜るりーす」CMソング
6. CALL ME
  - 作詞：中島愛、作曲・編曲：渡辺拓也
7. ジェリーフィッシュの告白
作詞：岩里祐穂、作曲・編曲：宮川弾
  - テレビアニメ『こばと。』前期エンディングテーマ
8. Be MYSELF
作詞：春行、作曲・編曲：藤澤慶昌
9. white heart rhythm
作詞：古屋真、作曲：重永亮介、編曲：家原正樹
10. 天使になりたい
作詞：春行、作曲：重永亮介、編曲：Ryo
11. わたしにできること
作詞・作曲・編曲：宮川弾
  - テレビアニメ『こばと。』後期エンディングテーマ
12. ノスタルジア
作詞：春行、作曲：重永亮介、編曲：川口圭太
  - TBS系テレビドラマ『愛の劇場 最終シリーズ 大好き!五つ子』主題歌

初回限定特典
8cmCD「まめプレ」
1. ライオン -ランカver.-
作詞：Gabriela Robin、作曲：菅野よう子、Songs：ランカ・リー=中島愛
2. After The Heart Rain
作詞：三浦誠司、作曲：津波幸平、編曲：藤澤健至、Songs：Citron starring 中島愛
  - テレビアニメ『バスカッシュ!』第26話挿入歌
3. 素顔でフォーリンラブ
作詞：こだまさおり、作曲：南陽子、編曲：BY-P、Songs：沙倉楓(CV. 中島愛)
  - テレビアニメ『けんぷファー』第4話挿入歌
4. タルタロス
  - 作詞：加藤哉子、作曲・編曲：Lee JongSeong、Songs：エルテイルの少女 featuring 中島愛
  - 無料オンラインゲーム「Tartaros-タルタロス-」日本語版主題歌

DVD
1. Sunshine Girl MUusic VIDEO
2. ジェリーフィッシュの告白 MUusic VIDEO
3. Making of "I love you"